# Стара Кузьниця (Великопольське воєводство)
Стара Кузьниця (пол. Stara Kuźnica) — село в Польщі, у гміні Дорухув Остшешовського повіту Великопольського воєводства.
У 1975-1998 роках село належало до Каліського воєводства.